# Challenger de Qarshi 2014
El Karshi Challenger 2014 fue un torneo de tenis profesional jugado en canchas de pista dura. Se disputó la octava edición del torneo que formó parte del circuito ATP Challenger Tour 2014. Se llevó a cabo en Qarshi, Uzbekistán entre el 19 y el 25 de mayo de 2014.

## Jugadores participantes del cuadro de individuales
| Favorito | País                      | Jugador               | Rank1 | Posición en el torneo |
| -------- | ------------------------- | --------------------- | ----- | --------------------- |
| 1        | Bandera de Rusia          | Alexander Kudryavtsev | 189   | Cuartos de final      |
| 2        | Bandera de Canadá         | Filip Peliwo          | 223   | Primera ronda, retiro |
| 3        | Bandera de Rusia          | Konstantin Kravchuk   | 259   | Segunda ronda         |
| 4        | Bandera de Japón          | Yasutaka Uchiyama     | 263   | Cuartos de final      |
| 5        | Bandera de Estados Unidos | Chase Buchanan        | 265   | FINAL                 |
| 6        | Bandera de China Taipéi   | Liang-chi Huang       | 276   | Primera ronda         |
| 7        | Bandera de Japón          | Shuichi Sekiguchi     | 281   | Primera ronda         |
| 8        | Bandera de Serbia         | Pedja Krstin          | 282   | Primera ronda         |

| Posición en el torneo   |
| ----------------------- |
| Primera y segunda ronda |
| Cuartos de final        |
| Semifinales             |
| FINAL                   |
| CAMPEÓN                 |

- 1 Se ha tomado en cuenta el ranking del 12 de mayo de 2014.

### Otros participantes
Los siguientes jugadores recibieron una invitación (wild card), por lo tanto ingresan directamente al cuadro principal (WC):
- Karen Jachanov
- Shonigmatjon Shofayziyev
- Sanjar Fayziev
- Temur Ismailov

Los siguientes jugadores ingresan al cuadro principal tras disputar el cuadro clasificatorio (Q):
- Denys Molchanov
- Anton Zaitsev
- Mikhail Ledovskikh
- Laurent Rochette

## Jugadores participantes en el cuadro de dobles

### Cabezas de serie
| Favorito | País                    | Jugador         | País                    | Jugador             | Rank1 | Posición en el torneo |
| -------- | ----------------------- | --------------- | ----------------------- | ------------------- | ----- | --------------------- |
| 1        | Bandera de Rusia        | Victor Baluda   | Bandera de Rusia        | Konstantin Kravchuk | 244   | Cuartos de final      |
| 2        | Bandera de la India     | N.Sriram Balaji | Bandera de China Taipéi | Ti Chen             | 338   | Cuartos de final      |
| 3        | Bandera de Irlanda      | James Cluskey   | Bandera de la India     | Saketh Myneni       | 348   | Semifinales           |
| 4        | Bandera de China Taipéi | Liang-chi Huang | Bandera de la India     | Divij Sharan        | 353   | Semifinales           |

- 1 Se ha tomado en cuenta el ranking del 12 de mayo de 2014.

## Campeones

### Individual Masculino
- Nikoloz Basilashvili derrotó en la final a  Chase Buchanan, 7-62, 6-2

### Dobles Masculino
- Sergey Betov /  Alexander Bury derrotaron en la final a  Maoxin Gong /  Hsien-yin Peng, 7–5, 1–6, 10–6